# Gustav Siber (Industrieller)
Gustav Siber (* 27. Juni 1857 in Zürich; † 7. September 1924 in Blevio) war ein Schweizer Industrieller.

## Leben
Gustav Siber wurde 1857 als Sohn des Seidenindustriellen Johann Gustav und der Wilhelmine Emma (geb. Gysi) geboren. Nach dem Tod seines Vaters (1872) besuchte er einige Jahre das Zürcher Gymnasium, dann wandte er sich dem Seidengeschäft zu, später besuchte er die Webschule in Mulhouse und arbeitete in den Unternehmen seines Onkels in Bergamo, Lyon, London und New York. Die Seidenweberei seines Vaters, die seit 1863 in Schönenberg an der Thur betrieben wurde, übernahm er 1882 mit verschiedenen Namen. Es waren 200 Mitarbeiter im Jahr 1885 und 630 Mitarbeiter im Jahr 1923. Dazu war er 1881 Mitbegründer der Zürcher Seidenweberei, war von 1892 bis 1895 Vorsitzender des Zürcher Seidenindustrieverbandes, von 1912 bis 1920 Schweizer Vorstandsmitglied, Mitwirkender der Unfallversicherungsgesellschaft und von 1917 bis 1923, Vorsitzender der Zürcher Seidentrocknungsanlagen.